# Marius Ciugarin
Marius Ciugarin, né le 20 novembre 1949 à Bucarest et mort le 9 janvier 2025,, est un  footballeur roumain. Il joue au poste défenseur.

## Palmarès
- Vainqueur de la Coupe de Roumanie en 1970 et 1971 avec le Steaua Bucarest
- Vainqueur de la Cosmopolitan Soccer League (en) en 1986 avec le New York Croatia